# Darío Rodríguez
Octavio Darío Rodríguez Peña (Montevideo, 17 settembre 1974) è un allenatore di calcio ed ex calciatore uruguaiano.

## Carriera
Ha giocato anche nel Peñarol, una delle squadre più importanti del suo paese, prima di trasferirsi in Germania, nella Bundesliga.
Con la Nazionale uruguaiana ha partecipato al campionato del mondo 2002, segnando un gol contro la Danimarca, e alla Copa América 2007.
Si è ritirato dal calcio giocato nel gennaio 2015.

## Palmarès

### Titoli nazionali
- Campionato di calcio uruguaiano: 3

Peñarol: 1999, 2009-2010, 2012-2013
- Coppa di Lega tedesca: 1

Schalke: 2005

### Titoli internazionali
- Coppa Intertoto UEFA: 2

Schalke: 2003, 2004